# Lisa vs. Malibu Stacy
Lisa Vs. Malibu Stacy, llamado Lisa contra Stacy Malibú en España y Lisa contra la Baby Malibú en Hispanoamérica, es un episodio perteneciente a la quinta temporada de la serie animada Los Simpson, emitido originalmente el 17 de febrero de 1994. El episodio fue escrito por Bill Oakley y Josh Weinstein, y dirigido por Jeffrey Lynch. Kathleen Turner fue la estrella invitada, interpretando a Stacy Lovell. En este episodio Lisa protesta contra la nueva Stacy Malibu que, a su parecer, menciona frases sexistas.

## Sinopsis
Todo comienza en la Gran Inauguración del Centro de Medicina Geriátrica, donde el Dr. Hibbert presenta a Ben Matlock ante la multitud de ancianos. Sin embargo, luego de ver a su ídolo sufrir un ataque cardíaco, el Abuelo Simpson considera redactar un testamento: a Lisa le deja su colección de correspondencia y al resto de la familia, una caja de viejos dólares de plata. La familia toma el dinero y asisten al centro comercial.  
Allí, Lisa ve la nueva muñeca Stacy Malibu en una juguetería. Luego de insistirle, Marge le compra la muñeca.  
La niña pronto se decepciona al escuchar al juguete decir frases sexistas, que hacen ver a la mujer como el clásico estereotipo de ama de casa cuyo único interés es la moda y encontrar un marido con status. Indignada, arroja su muñeca por la ventana. 
Un día, Lisa llama a la empresa para quejarse, para luego asistir con Marge. Allí, ve un infomercial sobre la Stacy Malibú y nota el machismo de los trabajadores de la compañía. Luego de esto, la niña decide buscar a la creadora de la muñeca, y el Abuelo, conseguir un trabajo.
Lisa visita a Smithers, dueño de la mayor colección de muñecas Stacy Malibú del mundo, para que la ayude a encontrar a Stacy Lovell, la creadora de las muñecas. Luego va a la residencia de la dama, quien, al oír lo que decía la muñeca, la deja pasar a su casa de inmediato. Lisa y Stacy Lovell deciden crear una nueva muñeca, cuya voz sea grabada por la niña. El juguete es diseñado y Kent Brockman dedica un reportaje entero a hablar sobre ella. Sin embargo, los empresarios de Stacy Malibú ven a la muñeca de Lisa como una competencia, y planean sacar del mercado a Lisa Lionheart (Lisa Corazón de León). 
Mientras tanto, el Abuelo trabaja en Krusty Burger, en donde no le va muy bien. Pronto se enoja con sus jefes y renuncia, uniéndose luego a un grupo de ancianos que se quejaban de que la carne, por ejemplo, era muy dura. 
En la juguetería, cuando se presenta la muñeca de Lisa, muchas niñas y Smithers van corriendo a comprarla, pero un carrito conteniendo las muñecas Stacy Malibú con un sombrero nuevo, se interpone en el camino. Lisa trata de convencerlas de que la única novedad era el sombrero, pero a las niñas no les importa y compran las Stacy Malibu. Todas excepto una pequeña niña, quien adquiere un ejemplar de Lisa Corazón de León, dándole a Lisa la ilusión de que todo había valido la pena.